# Lunatia montagui
Lunatia montagui is een slakkensoort uit de familie van de Naticidae. De wetenschappelijke naam van de soort is voor het eerst geldig gepubliceerd in 1838 door Forbes.